# 서사하라의 코로나19 범유행

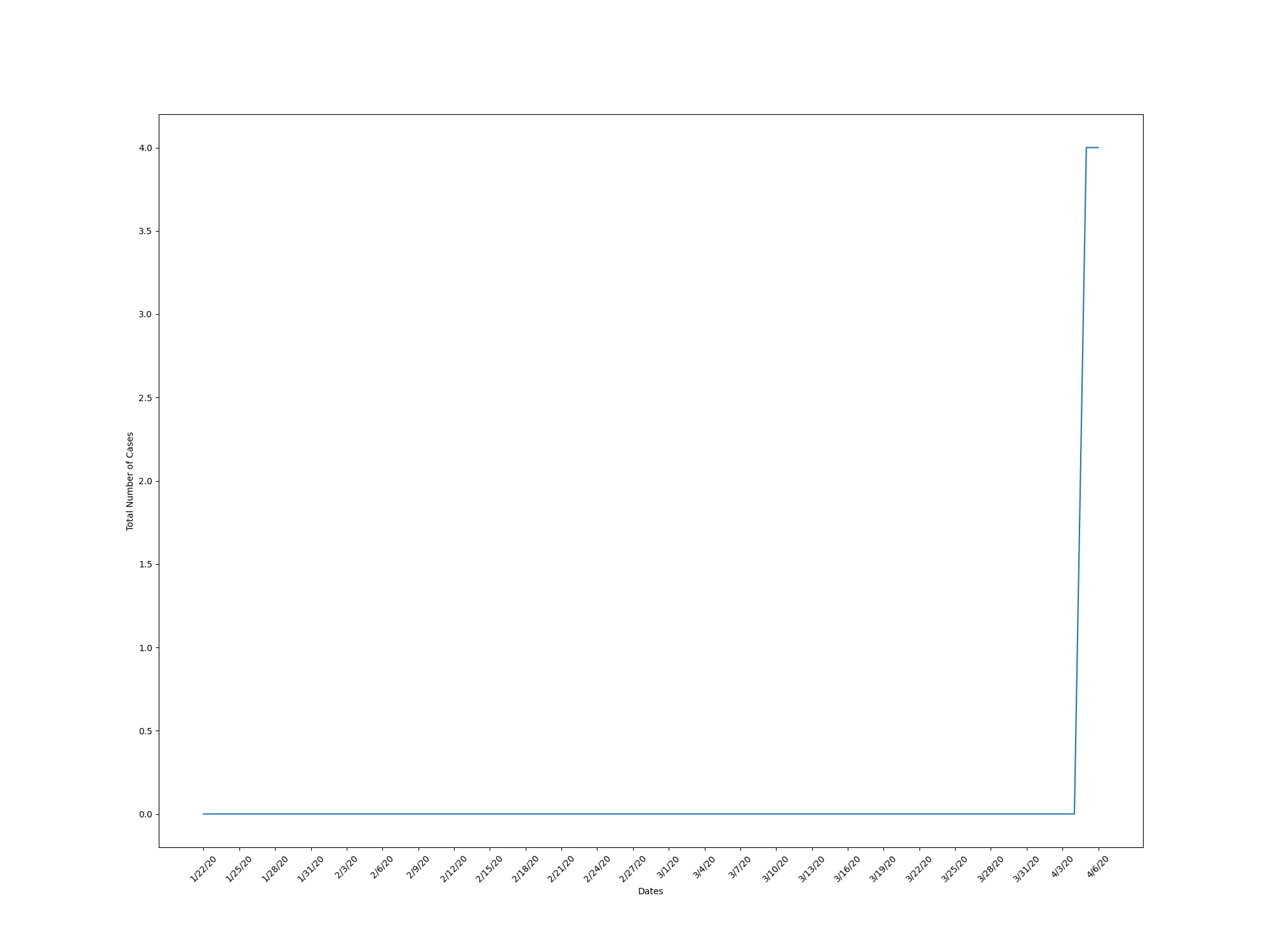

서사하라에서는 코로나19 범유행에 따른 확진자가 2020년 4월에 처음 확인되었다. 서사하라의 서부는 모로코가, 동부는 사하라 아랍 민주 공화국이 영유권을 행사하고 있는데 이 중 서부 지역의 발생 현황에 대해 서술한다.

## 배경
2020년 1월 12일 세계보건기구(WHO)는 2019년 12월 31일부터 일어난 중화인민공화국 후베이성 우한시의 집단 호흡기 질환이 신종 코로나바이러스 때문이라는 것을 확인하였다.
코로나19의 사망률은 2003년에 일어난 사스 유행 당시와 비교하면 낮지만, 전염성은 높아 총 사망자가 늘어난 결과를 낳았다.

## 경과
2020년 4월 4일, 유엔 서사하라 국민투표 임무단 (MINURSO)는 서사하라 보자도르에서 코로나19 확진자 4명을 처음으로 확인했다고 밝혔다. 4월 9일에는 다클라 시에서 확진자 두 명을 추가로 확인했다고 밝혔다. 이로써 서사하라의 총 확진자수는 6명으로 늘었다. 4월 24일에는 네 건이 추가로 확인되어 총 확진자수가 10명으로 늘었다.
6월 19일 기준으로 서사하라의 코로나19 확진자수는 총 26명이며, 가장 최근에는 엘아이운에서 발생한 것으로 집계됐다. 전체 환자 중 사망자는 1명으로 지난 5월 24일 틴두프에서 사망하였다. 나머지 25명 중 완치자수는 23명, 실질 확진자수는 2명으로 집계되었다. 사망자가 발생한 틴두프에서 추가 확진자가 나오진 않았으며, 사하라위의 난민캠프, 베름 동부 지역에서도 아직 확진자가 확인되지 않은 것으로 집계됐다.
8월 31일 기준으로 서사하라의 코로나19 실질 확진자수는 총 41명으로 집계되었다. 이번 집계에서는 틴두프에서도 추가 확진자가 나왔으며, 사하라위 난민캠프에서도 실질 확진자수가 3건 발생된 것으로 집계되었다.

## 같이 보기
- 아프리카의 코로나19 범유행
- 사하라 아랍 민주 공화국의 코로나19 범유행
- 모로코의 코로나19 범유행
- 서사하라